# Симович, Любомир
Любомир Симович (серб. Љубомир Симовић; 2 декабря 1935, Ужице, Королевство Югославия — 17 апреля 2025, Белград) — сербский писатель.

## Биография
Окончил филологический факультет Белградского университета. Жил в Белграде и Ужице.
Умер 17 апреля 2025 года в Белграде в возрасте 89 лет.

## Произведения

### Книги стихов
- Словенске елегије (1958)
- Весели гробови (1961)
- Последња земља (1964)
- Шлемови (1967)
- Уочи трећих петлова (1972)
- Субота, поэма (1976)
- Видик на две воде (1980)
- Изабране песме (1980)
- Ум за морем (1982)
- Десет обраћања Богородици Тројеручици хиландарској (1983)
- Источнице (1983)
- Хлеб и со (1985, 1987)
- Горњи град (1990, два издания)
- Игла и конац (1992)
- Источнице и друге песме (1994)
- Учење у мраку (1995)
- Љуска од јајета (1998)
- Песме (2005)

### Драмы
- Хасанагиница (1974, телеэкранизация 1983)
- Чудо у Шаргану (1975, телеэкранизация 1989)
- Бродячий театр Шопаловича / Путујуће позориште Шопаловић (1985, телеэкранизация 1986, словен. пер. 1988, фр. пер. 1989)
- Бој на Косову (экранизирована в 1989)
- Драме (1991)

### Эссе
- Двойное дно/ Дупло дно (1983, 1991, 2001)
- Ковачница на Чаковини (1990)
- Галоп на пужевима (1994; 2-е изд. 1997)
- Нови галоп на пужевима (1999)
- Читање слика (2006)

### Интервью
- Земля обетованная/ Обећана земља : 9. октобар 1999 — 22. јун 2006 (2007)

## Признание
Премия Змая (1973), премия Десанки Максимович (1994), премия Васко Попы (1999), премия Сербского литературного общества за жизненное достижение (2013).
Член Сербской академии наук и искусств (1994).